# Eric Gairy
Eric Matthew Gairy, est né le 18 février 1922 à Dunfermline et mort le 23 août 1997 à Grand Anse, est un homme politique grenadien, Chef du gouvernement de la Grenade de 1961 à 1962 puis de 1967 à 1979. C'est lors de cette seconde période que la Grenade accède à l'indépendance complète.

## Biographie
Eric Matthew Gairy nait dans une famille catholique de la Grenade et fait ses études secondaires dans les écoles catholique de son pays. De 1941 à 1944, il travaille comme enseignant d'école primaire avant de partir à Chaguaramas travailler sur la Base navale américaine. Il travaille ensuite à Aruba dans l'industrie pétrolière avant de revenir dans son pays en 1949.
En 1950, il fonde le Grenada Manual and Mental Workers' Union en concurrence aux syndicats existants déjà à Grenade et en 1951, il devient le meneur d'une grève générale très dure pour l'amélioration des conditions de vie des travailleurs. Peu après, il fonde le Parti travailliste uni grenadien (GULP) sous la bannière duquel il se présente aux premières élections législatives du 10 octobre 1951 où il remporte six sièges sur huit. Il mène le GULP à une nouvelle victoire en 1954, mais en 1957, il affronte la concurrence du Parti national grenadien et du Mouvement démocratique populaire et ne remporte que deux sièges sur huit. Gairy lui-même est battu. Il est alors interdit d'activité politique par le pouvoir colonial, mais en mars 1961, le GULP remporte les élections sans Gairy. 
En août 1961, il regagne cependant son siège lors d'élections partielles et devient Ministre en Chef de Grenade. Il est cependant limogé en avril 1962 par le gouverneur sous l'accusation de mauvais usage de fonds publics. Il reprend cependant le pouvoir en 1967 en remportant les élections. Puis il négocie et obtient l'indépendance complète de Grenade en 1974 et devient alors le premier Prime Minister, poste qu'il occupe jusqu'en 1979. Durant cette période son autoritarisme va grandissant et il s’appuie sur des gangs pour asseoir son pouvoir. Lors d'une visite aux États-Unis, il est renversé par un coup d'état non-violent mené par Maurice Bishop.
Eric Gairy reste en exil aux États-Unis jusqu'à l'Invasion de la Grenade en 1983. Il essaye alors de reprendre le pouvoir par la voie électorale, mais son parti échoue aux élections. Gairy meurt à Grand Anse le 23 août 1997.